# تپه چفت
تپه چفت مربوط به سده‌های میانی دوران‌های تاریخی پس از اسلام است و در شهرستان پل‌دختر، بخش مرکزی، دهستان جایدر، ۷۰۰ متری جنوب شرق روستای باغ جایدر واقع شده و این اثر در تاریخ ۲۸ اسفند ۱۳۸۵ با شمارهٔ ثبت ۱۸۴۷۳ به‌عنوان یکی از آثار ملی ایران به ثبت رسیده است.